# جورج ديك
جورج ديك (بالإنجليزية: George Dick)‏ (1 يناير 1921 في المملكة المتحدة - 1 يناير 1960) هو مدرب كرة قدم وملاكم ولاعب كرة قدم بريطاني (وحمل سابقاً جنسية المملكة المتحدة لبريطانيا العظمى وأيرلندا) في مركز الهجوم. لعب مع ستوكبورت كونتي ونادي بلاكبول ونادي كارلايل يونايتد ووست هام يونايتد ونادي ووركينغتون.

## وصلات خارجية
- جورج ديك على موقع قاعدة بيانات كرة القدم.إي يو (الإنجليزية)